# Principio della fonte
Il principio della fonte è un modello con cui gli Stati possono informare il proprio sistema tributario. Sulla base di tale principio uno Stato può sottoporre a tassazione fattispecie realizzate all'interno del proprio territorio anche da soggetti non residenti. Il principio della fonte è applicato in combinazione con il principio di residenza o, più raramente, in via esclusiva.

## I limiti alla potestà impositiva degli Stati
È dibattuta la questione dei limiti che incontra uno Stato nella scelta di elevare a presupposti dei propri tributi fattispecie recanti elementi soggettivi od oggettivi di estraneità con il proprio territorio. Alcuni autori ravvisano l'esistenza di norme di diritto internazionale consuetudinario che legittimano uno Stato a imporre tasse soltanto in presenza di un collegamento effettivo (reasonable and genuine link) con il proprio territorio, mentre altri sostengono che gli Stati non incontrino alcun limite di tale tipo nell'esercizio della potestà legislativa in materia fiscale.
In ogni caso, nella prassi la potestà normativa tributaria degli Stati risulta ampiamente limitata dalla stipulazione di accordi bilaterali e multilaterali, dall'eventuale appartenenza all'Unione europea, nonché da scelte di autolimitazione del legislatore nazionale dettate da motivi di carattere politico, pratico, economico, equitativo o sociale. Nell'ordinamento italiano il principio di capacità contributiva di cui all'art. 53 della Costituzione legittima la potestà impositiva statuale solo in presenza di un ragionevole legame con il territorio dello Stato.

## I criteri di collegamento
Gli elementi della fattispecie impositiva che giustificano in concreto la tassazione dello Stato sono i c.d. criteri di collegamento. Essi possono essere di tipo personale o reale: nel primo caso l'imposizione è collegata alla residenza o, più raramente, alla cittadinanza di chi realizza il presupposto (principio del reddito mondiale o worldwide taxation principle); nel secondo caso, invece, la tassazione è connessa a presupposti compiuti nel territorio dello Stato (principio di tassazione alla fonte o source principle). L'interazione dei diversi criteri di collegamento adottati dagli Stati può generare la c.d. doppia imposizione giuridica internazionale: ciò si verifica quando due (o più) Stati impongono tributi comparabili in capo allo stesso contribuente con riferimento allo stesso presupposto di fatto e per lo stesso periodo di imposta. Accertati gli inconvenienti che la doppia imposizione internazionale arreca al commercio, allo sviluppo economico e alla mobilità di persone e capitali, gli Stati si sono impegnati ad adottare norme unilaterali e a stipulare convenzioni per arginare tale fenomeno. Inoltre, più recentemente molti Stati hanno iniziato a coordinarsi per arginare il fenomeno opposto, cioè quello della doppia non imposizione internazionale conseguita tramite pratiche illecite di evasione ed elusione fiscale internazionale.
L'Italia e la maggior parte dei Paesi industrializzati adottano un sistema che applica entrambi i suddetti criteri di collegamento. Un ridotto numero di Stati ricorre comunque in via esclusiva al criterio di tassazione territoriale, così assoggettando a tassazione soltanto i redditi prodotti nel loro territorio e rinunciando a imporre ulteriori tributi sulla base dalla residenza o dalla cittadinanza del contribuente. Tra essi si annoverano Hong Kong, Kenya, Uruguay, Argentina e numerosi altri Paesi dell'America Latina. La scelta di tassare sulla base di un criterio, di un altro o del combinato disposto di entrambi tendenzialmente riflette gli equilibri economici tra Stati importatori e Stati esportatori di capitali.

## Italia
Il legislatore italiano ha disciplinato in maniera diversa il legame che sussiste tra il presupposto dei vari tributi ed il territorio dello Stato.

### I profili territoriali delle imposte sui redditi
Sulla base del criterio di collegamento reale, l'ordinamento italiano prevede l'assoggettamento ad imposte sui redditi non solo dei soggetti che hanno residenza fiscale in Italia, ma anche dei soggetti non residenti per il reddito da loro prodotto nel territorio dello Stato: tuttavia, mentre i soggetti fiscalmente residenti in Italia sono tassati per i redditi complessivamente posseduti, indipendentemente dal loro luogo di produzione, i non residenti sono invece tassati esclusivamente per i redditi che producono nel territorio italiano. La ratio dell'imponibilità anche dei redditi conseguiti in Italia da soggetti non residenti si spiega alla luce della necessità, sancita dal principio solidaristico di cui all'art. 2 della Costituzione, di concorrere alle spese della collettività da parte di tutti coloro che usufruiscono dei pubblici servizi, indipendentemente dal loro legame personale con lo Stato italiano.
Per semplificare le modalità del tributo ed evitare obblighi dichiarativi ai contribuenti non residenti, in molte ipotesi la legge tributaria prevede il meccanismo delle ritenute a titolo d'imposta.
In particolare, l'art. 23, c. 1 del TUIR stabilisce che si considerano prodotti in Italia:
- i redditi fondiari se relativi a terreni o fabbricati ivi situati;
- i redditi di capitale ove corrisposti dallo Stato, da soggetti residenti nel territorio dello Stato o da stabili organizzazioni nello stesso territorio di soggetti non residenti, esclusi gli interessi ed altri proventi derivanti da depositi e conti correnti bancari e postali;
- i redditi di lavoro dipendente ed i redditi ad essi assimilati se l'attività lavorativa è prestata nel territorio nazionale;
- i redditi di lavoro autonomo che derivano da attività esercitate nel territorio italiano;
- i redditi d'impresa se prodotti da attività esercitate nel territorio nazionale mediante stabili organizzazioni;
- i redditi diversi ove derivanti da attività svolte nel territorio dello Stato e da beni situati nello stesso territorio, nonché le plusvalenze su partecipazioni in società residenti (fatte salve alcune esenzioni per azioni e alti titoli quotati);
- i redditi da partecipazione in società o entità trasparenti ai fini fiscali.

L'art. 23, c. 2 del TUIR elenca altri redditi che, indipendentemente da quanto previsto al c. 1, sono da considerarsi come prodotti in Italia se corrisposti dallo Stato, da soggetti residenti oppure da stabili organizzazioni nello stesso territorio di soggetti non residenti. Tra essi assumono particolare rilevanza le royalties corrisposte per l'utilizzazione di opere dell'ingegno, brevetti o marchi d'impresa.

#### La stabile organizzazione
Centrale ai fini di comprendere le suddette norme è la nozione di stabile organizzazione, che ha rilevanza internazionale ed è definita nell'ordinamento italiano all'art. 162 del TUIR. Essa ha la funzione di collegare un'attività d'impresa al territorio dello Stato in cui è svolta e di conseguenza di attribuire ad esso il reddito da essa prodotto. In definitiva, essa sta a indicare che l'attività d'impresa esercitata da un soggetto non residente va localizzata nel territorio di un altro Stato, diverso da quello della sua residenza, in quanto è svolta attraverso un'organizzazione stabile e continuativa del tutto simile a quella di un soggetto residente.
Alla luce dell'inarrestabile processo di digitalizzazione che ha coinvolto l'attività d'impresa, a livello internazionale sono state avanzate da più parti proposte di riforma che tengano conto di tale fenomeno ai fini fiscali. Le nuove soluzioni avanzate per le imprese altamente digitalizzate sembrano indirizzarsi verso il superamento della necessaria presenza fisica di una stabile organizzazione nello Stato della fonte, attribuendo invece rilevanza alle soglie di ricavi ivi realizzati.

### I profili territoriali delle altre imposte
- Il principio della tassazione alla fonte domina anche l'IVA: sono infatti soggette a tassazione soltanto le cessioni di beni e le prestazioni di servizi effettuate nel territorio italiano.[6][14]
- L'imposta di registro si applica agli atti giuridici formati in Italia, nonché a quelli formati all'estero purché esplichino effetti di natura reale o locatizia su beni situati in Italia.[15]
- L'imposta di bollo si applica ad atti, documenti e registri formati in Italia o anche formati all'estero in caso d'uso in Italia.[16]
- L'imposta sulle donazioni si applica non solo su i beni e i diritti trasferiti da un soggetto residente in Italia indipendentemente da dove sono situati, ma anche ai beni e ai diritti esistenti in Italia qualora il donante non sia residente.[17]
- L'imposta sulle successioni, oltre ad applicarsi su tutti i beni del de cuius residente in Italia, in virtù del criterio di collegamento di tipo reale si applica anche sui beni del de cuius non residente che siano situati nel territorio dello Stato.[17]
- L'IRAP si applica alle attività produttive esercitate nel territorio dello Stato.[8][18]